# Germanium(II)-selenid
Germanium(II)-selenid ist eine anorganische chemische Verbindung des Germaniums aus der Gruppe der Selenide.

## Gewinnung und Darstellung
Germanium(II)-selenid kann durch Reaktion von Germanium mit Selen bei 600 bis 700 °C und niedrigem Druck gewonnen werden.
{\displaystyle {\ce {Ge + Se -> GeSe}}}

## Eigenschaften
Germanium(II)-selenid ist ein grauer Feststoff mit orthorhombischer Kristallstruktur (Raumgruppe Pcmn (Raumgruppen-Nr. 62, Stellung 4), a = 4,38 Å, b = 3,82 Å, c = 10,79 Å). Er verflüchtigt sich bei niedrigem Druck merklich ab 520–560 °C. Es existiert auch eine ab 651 °C vorliegende Hochtemperaturform mit kubischer Kristallstruktur und der Raumgruppe Fm3m (Raumgruppen-Nr. 225).